# ACF Fiorentina 2004-2005
Questa voce raccoglie le informazioni riguardanti l'ACF Fiorentina nelle competizioni ufficiali della stagione 2004-2005.

## Stagione
L'estate 2004, che fa seguito al ritorno in massima serie, vede diversi arrivi a Firenze: Miccoli, Maresca (entrambi dalla Juventus), Jørgensen e Chiellini.
Nella prima giornata di campionato, la Fiorentina viene sconfitta di misura dalla Roma pur giocando il secondo tempo in superiorità numerica. Nei successivi sei turni, viene ottenuta una sola vittoria: dopo il 2-2 contro l'Udinese, il tecnico Mondonico è esonerato. Al suo posto siede Sergio Buso, che ottiene subito 6 punti. La situazione, tuttavia, non migliora con i toscani che si dimostrano particolarmente vulnerabili in trasferta: poco dopo l'inizio del girone di ritorno, anche Buso viene rimpiazzato a sua volta da Dino Zoff.
All'ultima giornata di un torneo sofferto, i viola conquistano la salvezza battendo 3-0 il Brescia che retrocede.

## Divise e sponsor

Il promettente difensore Giorgio Chiellini, alla sua unica stagione a Firenze, in azione con la divisa viola dell'annata.

Lo sponsor tecnico per la stagione 2004-2005 è Adidas (per il secondo anno), mentre lo sponsor ufficiale ritorna a essere dopo anni Toyota, già sponsor della Fiorentina prima del fallimento della vecchia società. Lo sponsor è al centro della maglia, mentre lo sponsor tecnico e il logo della squadra si trovano al di sopra, rispettivamente sulla destra e sulla sinistra.
La divisa casalinga presenta una maglia di colore viola con colletto viola con esili bordini bianchi e le tre canoniche strisce Adidas sulle spalle bianche. I calzoncini sono viola e presentano le tre strisce Adidas su entrambi i lati con il logo della squadra sulla gamba destra. I calzettoni sono viola con stemma della società e sponsor tecnico sulla parte centrale. Il numero e il nome sulla maglia sono bianchi così come il numero sui calzoncini posto sulla gamba sinistra.
La divisa da trasferta è cromaticamente invertita rispetto alla casalinga, essendo composta da maglia, pantaloncini e calzettoni di colore bianco con le tre strisce viola. Il numero e il nome sulla maglia sono di colore viola così come il numero sui calzoncini sempre posto sulla gamba sinistra.
| Casa | Trasferta |

## Rosa

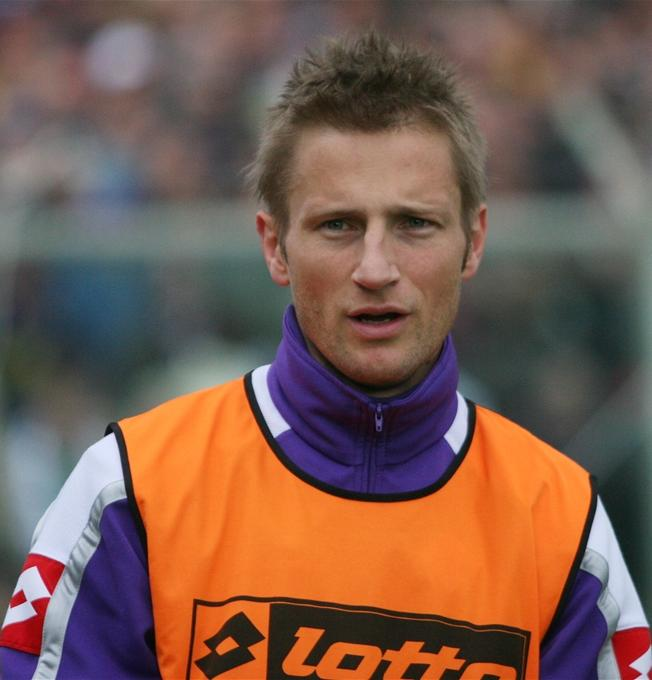
Il neoacquisto Martin Jorgensen

| N. |                      | Ruolo | Calciatore                 |
| -- | -------------------- | ----- | -------------------------- |
| 1  | Argentina (bandiera) | P     | Sebastián Cejas            |
| 3  | Italia (bandiera)    | D     | Dario Dainelli             |
| 4  | Italia (bandiera)    | D     | Giorgio Chiellini          |
| 5  | Nigeria (bandiera)   | C     | Christian Obodo            |
| 6  | Spagna (bandiera)    | C     | Luis Helguera              |
| 7  | Italia (bandiera)    | C     | Angelo Di Livio (capitano) |
| 8  | Italia (bandiera)    | C     | Luca Ariatti               |
| 9  | Italia (bandiera)    | A     | Christian Riganò           |
| 10 | Giappone (bandiera)  | C     | Hidetoshi Nakata           |
| 11 | Italia (bandiera)    | A     | Fabrizio Miccoli           |
| 12 | Italia (bandiera)    | P     | Marco Roccati              |
| 14 | Italia (bandiera)    | C     | Enzo Maresca               |
| 15 | Danimarca (bandiera) | C     | Martin Jørgensen           |
| 16 | Italia (bandiera)    | C     | Marco Donadel              |
| 18 | Spagna (bandiera)    | A     | Javier Portillo            |
| 19 | Italia (bandiera)    | D     | Mirko Savini               |

| N. |                      | Ruolo | Calciatore          |
| -- | -------------------- | ----- | ------------------- |
| 20 | Cile (bandiera)      | A     | Jaime Valdés        |
| 20 | Italia (bandiera)    | A     | Giampaolo Pazzini   |
| 21 | Rep. Ceca (bandiera) | D     | Tomáš Ujfaluši      |
| 22 | Italia (bandiera)    | P     | Cristiano Lupatelli |
| 23 | Italia (bandiera)    | C     | Andrea De Falco     |
| 24 | Austria (bandiera)   | A     | Sascha Pichler      |
| 25 | Italia (bandiera)    | D     | Christian Maggio    |
| 29 | Uruguay (bandiera)   | C     | Gianni Guigou       |
| 33 | Italia (bandiera)    | D     | Daniele Delli Carri |
| 44 | Italia (bandiera)    | C     | Luigi Piangerelli   |
| 55 | Italia (bandiera)    | D     | William Viali       |
| 76 | Italia (bandiera)    | A     | Enrico Fantini      |
| 77 | Italia (bandiera)    | C     | Gaetano Fontana     |
| 87 | Italia (bandiera)    | D     | Antonio Aquilanti   |
| 90 | Italia (bandiera)    | P     | Francesco Palmieri  |
| 99 | Bulgaria (bandiera)  | A     | Valeri Božinov      |

## Risultati

### Serie A

#### Girone di andata
| Arbitro: | Dondarini (Finale Emilia) |

|              |           |  |
| Montella 53’ | Marcatori |  |

| Arbitro: | Racalbuto |

|                            |           |             |
| Miccoli 16’ Dainelli 90+1’ | Marcatori | 90+3’ Suazo |

| Palermo 22 settembre 2004, ore 20:30 CEST 3ª giornata | Palermo              | 0 – 0 referto | Fiorentina | Stadio Renzo Barbera\| Arbitro: \| Farina (Novi Ligure) \| |
| Arbitro:                                              | Farina (Novi Ligure) |               |            |                                                            |

| Arbitro: | Preschern (Mestre) |

|  |           |                           |
|  | Marcatori | 11’ Bazzani 64’ Sacchetti |

| Parma 3 ottobre 2004 5ª giornata | Parma              | 0 – 0 referto | Fiorentina | Stadio Ennio Tardini\| Arbitro: \| Tombolini (Ancona) \| |
| Arbitro:                         | Tombolini (Ancona) |               |            |                                                          |

| Firenze 17 ottobre 2004 6ª giornata | Fiorentina       | 0 – 0 referto | Siena | Stadio Artemio Franchi\| Arbitro: \| Rosetti (Torino) \| |
| Arbitro:                            | Rosetti (Torino) |               |       |                                                          |

| Arbitro: | Racalbuto |

|                       |           |                  |
| Mauri 17’ Sensini 51’ | Marcatori | 15’, 66’ Miccoli |

| Arbitro: | Tombolini (Ancona) |

|             |           |                         |
| Paredes 59’ | Marcatori | 72’ Maresca 88’ Miccoli |

| Arbitro: | Morganti (Ascoli Piceno) |

|                                              |           |  |
| Jorgensen 45+3’ Obodo 62’, 71’ Chiellini 90’ | Marcatori |  |

| Arbitro: | De Santis (Tivoli) |

|              |           |             |
| Dainelli 26’ | Marcatori | 81’ Adriano |

| Arbitro: | Farina (Novi Ligure) |

|             |           |  |
| Olivera 72’ | Marcatori |  |

| Arbitro: | Trefoloni (Siena) |

|            |           |                  |
| Riganò 71’ | Marcatori | 77’ C. Lucarelli |

| Arbitro: | Paparesta (Bari) |

|                   |           |             |
| Parisi 69’ (rig.) | Marcatori | 54’ Ariatti |

| Arbitro: | De Santis (Tivoli) |

|            |           |  |
| Riganò 63’ | Marcatori |  |

| Arbitro: | Rodomonti (Teramo) |

|                                                                    |           |  |
| Seedorf 16’, 82’ Chiellini 22’ (aut.) Ševčenko 52’, 73’ Crespo 61’ | Marcatori |  |

| Arbitro: | Rizzoli (Bologna) |

|                         |           |  |
| Riganò 45’ Portillo 70’ | Marcatori |  |

| Arbitro: | Cassarà (Palermo) |

|           |           |  |
| Budan 81’ | Marcatori |  |

| Arbitro: | Rizzoli (Bologna) |

|                  |           |                                  |
| Miccoli 21’, 85’ | Marcatori | 33’ Di Canio 64’ Pandev 82’ Dabo |

| Arbitro: | Collina (Viareggio) |

|                |           |             |
| Dipasquale 62’ | Marcatori | 49’ Miccoli |

#### Girone di ritorno
| Arbitro: | Ayroldi (Molfetta) |

|             |           |                          |
| Maresca 20’ | Marcatori | 23’ Cassano 67’ Montella |

| Arbitro: | Morganti (Ascoli Piceno) |

|                   |           |  |
| Mau. Esposito 11’ | Marcatori |  |

| Arbitro: | Bergonzi (Genova) |

|             |           |                                     |
| Miccoli 71’ | Marcatori | 57’ (aut.) Lupatelli 69’ M.Gonzalez |

| Arbitro: | Dondarini (Finale Emilia) |

|                                  |           |  |
| Flachi 15’ Tonetto 33’ Diana 74’ | Marcatori |  |

| Arbitro: | Paparesta (Bari) |

|                           |           |               |
| Chiellini 47’ Miccoli 81’ | Marcatori | 85’ Gilardino |

| Arbitro: | Racalbuto |

|        |           |  |
| Flo 5’ | Marcatori |  |

| Arbitro: | Trefoloni (Siena) |

|                         |           |                           |
| Bojinov 22’ Ariatti 34’ | Marcatori | 41’ Muntari 56’ Di Natale |

| Arbitro: | Morganti (Ascoli Piceno) |

|                                |           |                |
| Pazzini 48’ Miccoli 68’ (rig.) | Marcatori | 78’ G. Colucci |

| Arbitro: | Gabriele (Frosinone) |

|                            |           |                          |
| Dalla Bona 28’ Vučinić 30’ | Marcatori | 47’ Jorgensen 86’ Maggio |

| Arbitro: | Bertini (Arezzo) |

|                                     |           |                                |
| Cambiasso 27’ Veron 53’ Cordoba 65’ | Marcatori | 41’ Pazzini 87’ (aut.) Cordoba |

| Arbitro: | Collina (Viareggio) |

|                                        |           |                                    |
| Pazzini 14’ Chiellini 36’ Dainelli 75’ | Marcatori | 22’ Del Piero 59’, 82’ Ibrahimović |

| Arbitro: | Bertini (Arezzo) |

|                              |           |  |
| C. Lucarelli 12’, 42’ (rig.) | Marcatori |  |

| Arbitro: | Nucini |

|              |           |                 |
| Dainelli 60’ | Marcatori | 90+5’ Di Napoli |

| Bologna 24 aprile 2005 33ª giornata | Bologna          | 0 – 0 referto | Fiorentina | Stadio Renato Dall'Ara\| Arbitro: \| Bertini (Arezzo) \| |
| Arbitro:                            | Bertini (Arezzo) |               |            |                                                          |

| Arbitro: | De Santis (Tivoli) |

|             |           |                   |
| Maresca 25’ | Marcatori | 46’, 55’ Ševčenko |

| Arbitro: | Dondarini (Finale Emilia) |

|              |           |                         |
| Mandelli 86’ | Marcatori | 43’ Miccoli 79’ Bojinov |

| Firenze 15 maggio 2005 36ª giornata | Fiorentina         | 0 – 0 referto | Atalanta | Stadio Artemio Franchi (43 384 spett.)\| Arbitro: \| Rodomonti (Teramo) \| |
| Arbitro:                            | Rodomonti (Teramo) |               |          |                                                                            |

| Arbitro: | Rosetti (Torino) |

|              |           |            |
| Siviglia 18’ | Marcatori | 2’ Maresca |

| Arbitro: | Collina (Viareggio) |

|                                             |           |  |
| Miccoli 43’ (rig.) Jorgensen 59’ Riganò 66’ | Marcatori |  |

### Coppa Italia

#### Fase a gironi
| Piacenza 14 agosto 2004, ore 20:30 CEST 1ª giornata fase a gironi | Piacenza        | 0 – 0 | Fiorentina | Stadio Leonardo Garilli\| Arbitro: \| Brighi (Cesena) \| |
| Arbitro:                                                          | Brighi (Cesena) |       |            |                                                          |

| Arbitro: | Tagliavento (Terni) |

|                                          |           |  |
| Viali 28’ Grassi 56’ (aut.) Portillo 69’ | Marcatori |  |

| Arbitro: | Tombolini (Ancona) |

|                             |           |  |
| Riganò 4’, 69’ Portillo 61’ | Marcatori |  |

#### Primo turno
| Arbitro: | Morganti (Ascoli Piceno) |

|                     |           |               |
| Martinez 71’ (aut.) | Marcatori | 52’ Di Biagio |

| Arbitro: | Rizzoli (Bologna) |

|                            |           |                                |
| Del Nero 59’ Di Biagio 97’ | Marcatori | 52’ Guigou 111’ (rig.) Fontana |

#### Fase finale
| Arbitro: | Brighi (Cesena) |

|                         |           |  |
| Portillo 27’ Valdes 79’ | Marcatori |  |

| Arbitro: | Saccani (Mantova) |

|  |           |                                    |
|  | Marcatori | 54’ Fantini 69’ Maresca 80’ Maggio |

| Arbitro: | Nucini (Bergamo) |

|              |           |  |
| De Rossi 40’ | Marcatori |  |

| Arbitro: | Saccani (Mantova) |

|                                                                   |                      |                                                           |
| Ferrari 12’ (aut.)                                                | Marcatori            |                                                           |
| Jorgensen Fantini Riganò Cejas Miccoli Chiellini Donadel Ujfalusi | Tiri di rigore 6 – 7 | Cassano Aquilani Chivu Dellas Totti Cufré Perrotta Scurto |

## Statistiche
Statistiche aggiornate al 1º luglio 2005

### Statistiche di squadra
| Competizione | Punti | In casa | In casa | In casa | In casa | In casa | In casa | In trasferta | In trasferta | In trasferta | In trasferta | In trasferta | In trasferta | Totale | Totale | Totale | Totale | Totale | Totale | DR  |
| Competizione | Punti | G       | V       | N       | P       | Gf      | Gs      | G            | V            | N            | P            | Gf           | Gs           | G      | V      | N      | P      | Gf     | Gs     | DR  |
| ------------ | ----- | ------- | ------- | ------- | ------- | ------- | ------- | ------------ | ------------ | ------------ | ------------ | ------------ | ------------ | ------ | ------ | ------ | ------ | ------ | ------ | --- |
| Serie A      | 42    | 19      | 7       | 7       | 5       | 29      | 22      | 19           | 2            | 8            | 9            | 13           | 28           | 38     | 9      | 15     | 14     | 42     | 50     | -8  |
| Coppa Italia | -     | 5       | 4       | 1       | 0       | 10      | 1       | 4            | 1            | 2            | 1            | 5            | 3            | 9      | 5      | 3      | 1      | 15     | 4      | +11 |
| Totale       | -     | 24      | 11      | 8       | 5       | 39      | 23      | 23           | 3            | 10           | 10           | 18           | 31           | 47     | 14     | 18     | 15     | 57     | 54     | +3  |

### Andamento in campionato
| Giornata  | 1  | 2  | 3  | 4  | 5  | 6  | 7  | 8  | 9 | 10 | 11 | 12 | 13 | 14 | 15 | 16 | 17 | 18 | 19 | 20 | 21 | 22 | 23 | 24 | 25 | 26 | 27 | 28 | 29 | 30 | 31 | 32 | 33 | 34 | 35 | 36 | 37 | 38 |
| --------- | -- | -- | -- | -- | -- | -- | -- | -- | - | -- | -- | -- | -- | -- | -- | -- | -- | -- | -- | -- | -- | -- | -- | -- | -- | -- | -- | -- | -- | -- | -- | -- | -- | -- | -- | -- | -- | -- |
| Luogo     | T  | C  | T  | C  | T  | C  | T  | T  | C | C  | T  | C  | T  | C  | T  | C  | T  | C  | T  | C  | T  | C  | T  | C  | T  | C  | C  | T  | T  | C  | T  | C  | T  | C  | T  | C  | T  | C  |
| Risultato | P  | V  | N  | P  | N  | N  | N  | V  | V | N  | P  | N  | N  | V  | P  | V  | P  | P  | N  | P  | P  | P  | P  | V  | P  | N  | V  | N  | P  | N  | P  | N  | N  | P  | V  | N  | N  | V  |
| Posizione | 17 | 11 | 13 | 14 | 15 | 14 | 14 | 10 | 6 | 7  | 10 | 11 | 12 | 8  | 12 | 8  | 9  | 13 | 12 | 15 | 16 | 16 | 16 | 16 | 16 | 16 | 15 | 15 | 15 | 16 | 18 | 18 | 17 | 19 | 17 | 18 | 19 | 16 |

Legenda:

Luogo: C = Casa; T = Trasferta. Risultato: V = Vittoria; N = Pareggio; P = Sconfitta.

### Statistiche dei giocatori
Sono in corsivo i calciatori che hanno lasciato la società a stagione in corso.
| Giocatore      | Serie A  | Serie A | Serie A     | Serie A    | Coppa Italia | Coppa Italia | Coppa Italia | Coppa Italia | Totale   | Totale | Totale      | Totale     |
| Giocatore      | Presenze | Reti    | Ammonizioni | Espulsioni | Presenze     | Reti         | Ammonizioni  | Espulsioni   | Presenze | Reti   | Ammonizioni | Espulsioni |
| -------------- | -------- | ------- | ----------- | ---------- | ------------ | ------------ | ------------ | ------------ | -------- | ------ | ----------- | ---------- |
| L. Ariatti     | 30       | 2       | 8           | 0          | 6            | 0            | 5            | 0            | 36       | 2      | 13          | 0          |
| V. Bojinov     | 9        | 2       | 1           | 1          | 0            | 0            | 0            | 0            | 9        | 2      | 1           | 1          |
| C. Cejas       | 6        | 0       | 0           | 0          | 4            | 0            | 1            | 0            | 10       | 0      | 1           | 0          |
| G. Chiellini   | 37       | 3       | 2           | 0          | 5            | 0            | 0            | 0            | 42       | 3      | 2           | 0          |
| D. Dainelli    | 30       | 4       | 4           | 0          | 6            | 0            | 1            | 0            | 36       | 4      | 5           | 0          |
| D. Delli Carri | 21       | 0       | 5           | 1          | 7            | 0            | 0            | 0            | 28       | 0      | 5           | 1          |
| A. Di Livio    | 12       | 0       | 1           | 0          | 7            | 0            | 1            | 0            | 19       | 0      | 2           | 0          |
| M. Donadel     | 14       | 0       | 4           | 0          | 1            | 0            | 0            | 0            | 15       | 0      | 4           | 0          |
| E. Fantini     | 24       | 0       | 0           | 0          | 9            | 1            | 0            | 0            | 33       | 1      | 0           | 0          |
| G. Fontana     | 3        | 0       | 2           | 1          | 4            | 1            | 0            | 0            | 7        | 1      | 2           | 1          |
| G. Guigou      | 2        | 0       | 0           | 0          | 6            | 1            | 0            | 0            | 8        | 1      | 0           | 0          |
| L. Helguera    | 0        | 0       | 0           | 0          | 1            | 0            | 0            | 0            | 1        | 0      | 0           | 0          |
| M. Jorgensen   | 30       | 3       | 0           | 0          | 3            | 0            | 0            | 0            | 33       | 3      | 0           | 0          |
| C. Lupatelli   | 30       | 0       | 0           | 0          | 5            | 0            | 1            | 0            | 35       | 0      | 1           | 0          |
| C. Maggio      | 13       | 1       | 6           | 2          | 7            | 1            | 1            | 0            | 20       | 2      | 7           | 2          |
| E. Maresca     | 25       | 4       | 5           | 0          | 3            | 1            | 0            | 0            | 28       | 5      | 5           | 0          |
| F. Miccoli     | 35       | 12      | 7           | 0          | 4            | 0            | 0            | 0            | 39       | 12     | 7           | 0          |
| H. Nakata      | 20       | 0       | 1           | 0          | 4            | 0            | 0            | 0            | 24       | 0      | 1           | 0          |
| C. Obodo       | 33       | 2       | 4           | 0          | 6            | 0            | 1            | 0            | 39       | 2      | 5           | 0          |
| G. Pazzini     | 14       | 3       | 1           | 0          | 1            | 0            | 0            | 0            | 15       | 3      | 1           | 0          |
| L. Piangerelli | 15       | 0       | 6           | 0          | 6            | 0            | 2            | 0            | 21       | 0      | 8           | 0          |
| J. Portillo    | 11       | 1       | 0           | 0          | 6            | 3            | 0            | 0            | 17       | 4      | 0           | 0          |
| C. Riganò      | 18       | 4       | 1           | 0          | 3            | 2            | 0            | 0            | 21       | 6      | 1           | 0          |
| M. Roccati     | 3        | 0       | 0           | 0          | 0            | 0            | 0            | 0            | 3        | 0      | 0           | 0          |
| M. Savini      | 11       | 0       | 3           | 0          | 6            | 0            | 1            | 0            | 17       | 0      | 4           | 0          |
| T. Ujfalusi    | 28       | 0       | 3           | 0          | 4            | 0            | 1            | 0            | 32       | 0      | 4           | 0          |
| J. Valdés      | 5        | 0       | 2           | 0          | 2            | 1            | 0            | 0            | 7        | 1      | 2           | 0          |
| W. Viali       | 34       | 0       | 11          | 1          | 7            | 1            | 0            | 0            | 41       | 1      | 11          | 1          |